# Église Sainte-Maxime de Tabarka
L'église Sainte-Maxime de Tabarka, située dans la ville de Tabarka en Tunisie, est une église catholique bâtie à l'époque du protectorat français dans une ancienne citerne romaine. Cédée au gouvernement tunisien en 1964, elle abrite un petit musée.

## Présence chrétienne à Tabarka
Une importante communauté chrétienne italienne s'installe dans le village à partir de 1540, lorsque la zone est concédée aux Génois pour y développer la pêche et le commerce du corail. Des prêtres assurent le soutien spirituel de cette population estimée à 2 000 personnes. Deux siècles plus tard, la prise de la place par Ali Ier Pacha en 1741 met fin à cette présence chrétienne. Toute la population est capturée et réduite en esclavage.

## Paroisse de Tabarka pendant le protectorat
Il faut attendre l'instauration du protectorat français pour qu'une nouvelle paroisse soit créée à Tabarka en 1883, après que de nombreux Italiens soient revenus s'installer dans le port. Elle est dédiée à la martyre sainte Maxime qui, d'après la légende, serait devenue abbesse du couvent de Tabarka au Ve siècle après avoir échappé aux mains de Genséric qui voulait lui imposer un mari.
Dès 1884, le résident général de France Paul Cambon informe le cardinal Charles Lavigerie qu'il a donné des consignes pour que deux maisons du village soient achetées pour y construire une église et un presbytère. Il s'agit en fait d'édifices datant de l'époque romaine. On pense être en présence d'une basilique avant que les travaux d'aménagement ne révèlent que le futur lieu de culte n'est qu'une simple citerne.
Les tractations vont traîner dix ans, les droits de propriété des habitants étant pour le moins douteux. L'un d'eux se prétend propriétaire de toute la ville, quand d'autres notables de Béja réclament 20 000 piastres pour ces ruines qui ont été estimées à 2 500. Tous ces palabres n'empêchent pas les offices de se tenir dans cette bâtisse romaine dès 1891.
Tabarka est alors desservie par l'aumônier militaire d'Aïn Draham qui n'est jamais très enthousiaste à l'idée de devoir se déplacer à cheval et même parfois à pied jusqu'au bord de mer. D'ailleurs, pour ne pas payer ses frais de déplacement, les habitants ont pris l'habitude de se passer du prêtre pour les enterrements et même pour les mariages. Il y a alors 400 Siciliens vivant de la pêche. Une procession est même organisée pour la Fête-Dieu en 1891.
Le 1er janvier 1893, la ville reçoit son premier prêtre titulaire, l'abbé Cassagnes. L'église qu'il découvre est encore en cours de restauration. L'eau s'infiltre à travers les parois et remonte entre les pavés à l'intérieur. Pour les réparations, on doit faire venir les matériaux d'Annaba en Algérie mais les travaux sont bientôt achevés et la nouvelle cloche est mise en place.
Les prêtres se succèdent pendant toute la durée du protectorat. C'est parfois le prélat d'Aïn Draham qui vient assurer les offices, comme en 1940 après le décès brutal de l'abbé Tardieu. Le village se retrouve sous les feux de l'actualité en 1952 après la mise en résidence surveillée des dirigeants néo-destouriens et on voit le dernier curé, l'abbé Caruana, jouer à la pétanque avec Habib Bourguiba, Hédi Chaker, Mongi Slim et Habib Achour.

## Bâtiment après l'indépendance
L'église est finalement fermée à l'occasion du modus vivendi signé entre le gouvernement tunisien et le Vatican le 10 juillet 1964. Le bâtiment est cédé gratuitement avec l'assurance qu'il ne sera utilisé qu'à des fins d'intérêt public compatibles avec son ancienne destination.
Le bâtiment connaît alors plusieurs affectations avant d'être reconverti en musée en 2011. Il est classé monument historique par un décret datant du 4 juillet 2016.

## Prélats responsables de la paroisse
- Abbé Cassagnes (1893-1906) ;
- Abbé Frère (1906-1927) ;
- Abbé Muniglia (1927-1930) ;
- Abbé Criscuolo (1930-1932) ;
- Abbé Tardieu (1932-1939) ;
- Abbé Caboret (1941-1942) ;
- Abbé Galéa (1942-1944) ;
- Abbé Patti (1944-1947) ;
- Abbé Caruana (1947-1964).